# Thymus nitens
Thymus nitens là một loài thực vật có hoa trong họ Hoa môi. Loài này được Lamotte miêu tả khoa học đầu tiên năm 1881.